# Rondel Sorrillo
Rondel Kelvin Sorrillo (La Brea, 24 gennaio 1986) è un velocista trinidadiano.
Gareggiò nei 200 metri piani ai Giochi olimpici di Pechino, ma fermandosi alle batterie dei quarti di finale. Ai campionati nazionali trinidadiani del 2012 corse i 100 metri piani in 10"03, su primato personale che gli valse la medaglia di bronzo e l'accesso alle Olimpiadi di Londra. Qui  corse i 100 e i 200 metri piani, ma in entrambi i casi non raggiunse le semifinali.
Nel 2014 vinse la medaglia d'argento alle IAAF World Relays a Nassau nella staffetta 4×100 metri con Keston Bledman, Marc Burns e Richard Thompson. Lo stesso anno era anche membro della staffetta 4×100 metri che vinse la medaglia di bronzo ai Giochi del Commonwealth di Glasgow.

## Progressione

### 100 metri piani
| Stagione | Tempo | Luogo           | Data      | Rank. Mond. |
| -------- | ----- | --------------- | --------- | ----------- |
| 2016     | 10"23 | Charlottesville | 22-4-2016 | 133º        |
| 2015     | 10"16 | Port of Spain   | 27-6-2015 | 93º         |
| 2014     | 10"09 | Port of Spain   | 21-6-2014 | 45º         |
| 2013     | 10"21 | Baie-Mahault    | 8-5-2013  | 96º         |
| 2012     | 10"03 | Port of Spain   | 23-6-2012 | 26º         |
| 2011     | 10"17 | Port of Spain   | 13-8-2011 | 62º         |
| 2010     | 10"19 | Knoxville       | 16-5-2010 | 57º         |
| 2009     | 10"22 | Fayetteville    | 12-6-2009 | 97º         |
| 2008     | 10"33 | Port of Spain   | 21-6-2008 | 190º        |

### 200 metri piani
| Stagione | Tempo | Luogo         | Data      | Rank. Mond. |
| -------- | ----- | ------------- | --------- | ----------- |
| 2016     | 20"43 | Lexington     | 7-5-2016  | 56º         |
| 2015     | 20"46 | Gainesville   | 3-4-2015  | 83º         |
| 2014     | 20"22 | Clermont      | 7-6-2014  | 20º         |
| 2013     | -     | -             | -         | -           |
| 2012     | 20"40 | Lucerna       | 17-7-2012 | 38º         |
| 2011     | 20"16 | Port of Spain | 14-8-2011 | 10º         |
| 2010     | 20"29 | Greensboro    | 29-5-2010 | 16º         |
| 2009     | 20"45 | Fayetteville  | 11-6-2009 | 44º         |
| 2008     | 20"43 | Port of Spain | 20-6-2008 | 38º         |

## Palmarès
| Anno | Manifestazione            | Sede           | Evento      | Risultato  | Prestazione | Note                                     |
| ---- | ------------------------- | -------------- | ----------- | ---------- | ----------- | ---------------------------------------- |
| 2006 | Campionati NACAC under 23 | Santo Domingo  | 4×100 m     | Bronzo     | 39"98       |                                          |
| 2007 | Campionati NACAC          | San Salvador   | 4×100 m     | Bronzo     | 39"92       |                                          |
| 2008 | Campionati CAC            | Cali           | 200 m piani | Argento    | 20"71       |                                          |
| 2008 | Giochi olimpici           | Pechino        | 200 m piani | Batteria   | 20"63       |                                          |
| 2009 | Campionati CAC            | L'Avana        | 200 m piani | Argento    | 20"72       |                                          |
| 2009 | Campionati CAC            | L'Avana        | 4×100 m     | Oro        | 38"73       |                                          |
| 2009 | Mondiali                  | Berlino        | 200 m piani | Semifinale | 20"63       |                                          |
| 2010 | Giochi CAC                | Mayagüez       | 200 m piani | Argento    | 20"59       |                                          |
| 2010 | Giochi CAC                | Mayagüez       | 4×100 m     | Oro        | 38"24       |                                          |
| 2011 | Campionati CAC            | Mayagüez       | 200 m piani | Argento    | 20"64       |                                          |
| 2011 | Campionati CAC            | Mayagüez       | 4×100 m     | Argento    | 38"89       |                                          |
| 2011 | Mondiali                  | Taegu          | 200 m piani | 7º         | 20"34       |                                          |
| 2012 | Giochi olimpici           | Londra         | 100 m piani | Semifinale | 10"31       |                                          |
| 2012 | Giochi olimpici           | Londra         | 200 m piani | Batteria   | 20"76       |                                          |
| 2013 | Mondiali                  | Mosca          | 100 m piani | Batteria   | 10"25       |                                          |
| 2013 | Mondiali                  | Mosca          | 4×100 m     | 7º         | 38"57       |                                          |
| 2014 | World Relays              | Nassau         | 4×100 m     | Argento    | 38"04       |                                          |
| 2014 | Giochi del Commonwealth   | Glasgow        | 200 m piani | Semifinale | 20"57       |                                          |
| 2014 | Giochi del Commonwealth   | Glasgow        | 4×100 m     | Bronzo     | 38"10       |                                          |
| 2015 | World Relays              | Nassau         | 4×100 m     | 7º         | 38"92       | Miglior prestazione personale stagionale |
| 2015 | Giochi panamericani       | Toronto        | 200 m piani | Semifinale | 20"61       |                                          |
| 2015 | Giochi panamericani       | Toronto        | 4×100 m     | Bronzo     | 38"69       |                                          |
| 2016 | Mondiali indoor           | Portland       | 60 m piani  | Semifinale | 6"68        |                                          |
| 2016 | Mondiali indoor           | Portland       | 4×400 m     | Batteria   | 3'07"83     | Record nazionale                         |
| 2016 | Giochi olimpici           | Rio de Janeiro | 100 m piani | Batteria   | 10"23       |                                          |
| 2016 | Giochi olimpici           | Rio de Janeiro | 200 m piani | Semifinale | 20"33       |                                          |
| 2016 | Giochi olimpici           | Rio de Janeiro | 4×100 m     | Finale     | dq          |                                          |